# عبد الله حسون
عبد الله حسون ترمين، لاعب كرة قدم سعودي، يلعب في الظهير أيمن في نادي ضمك.

## مسيرة اللاعب
لعب مع النادي الأهلي ونادي الطائي ونادي ضمك.

## روابط خارجية
- عبد الله ترمين على موقع قاعدة بيانات كرة القدم.إي يو (الإنجليزية)
- عبد الله ترمين على موقع ناشيونال فوتبول تيمز (الإنجليزية)
- عبد الله ترمين على موقع Soccerway.com (الإنجليزية)
- عبد الله ترمين على موقع عالم كرة القدم.نت (الإنجليزية)
- عبد الله ترمين على موقع كووورة
- عبد الله ترمين على موقع اللجنة الأولمبية الدولية (الإنجليزية)
- عبد الله ترمين على موقع أوليمبيديا (الإنجليزية)